# Howz-e Shah-e Pa'in
Howz-e Shah-e Pa'in é uma cidade na província de Badaquexão, situada no nordeste do Afeganistão.